# The Tavern (Джонстон)
The Tavern (укр. Таверна) — музичний твір Бена Джонстона, написаний 1998 року.
The Tavern — музичний твір американського композитора Бена Джонстона, написаний 1998 року для гітариста Джона Шнайдера. Обидва музиканти до цього були добре відомі своїми роботами із мікроінтервальною музикою, створюючи композиції з інтервалами, які відрізняються від рівномірно-темперованого строю, натомість настроєні на слух, зберігаючи акустичну досконалість. Джон Шнайдер до цього співпрацював з такими мікротональними композиторами, як Лу Гаррісон, Джон Кейдж та Гаррі Парч, і навіть був номінований на отримання «Греммі». Своєю чергою, Бен Джонстон вважався один з провідних сучасних американських композиторів, які пишуть в чистому строї.
Поштовхом для створення The Tavern стала зустріч Джонстона та Шнайдера, під час якої останній розказав про свою мікротональну гітару із рухомими ладами, що дозволяють створювати будь-які інтервали. Це привабило Джонстона, який до цього ніколи не писав мікротонову музику для гітари, бо вона через фіксоване розміщення ладів для цього не пристосована, натомість використовуючи інші інструменти, наприклад струнні, що не мають ладів. Шнайдер запропонував Джонстону самому обрати, які ноти використовуватимуться у композиції, та яким буде її текст. Композитор використовував той самий «розширений чистий стрій», що й у своїх попередніх творах, який складається із нескінченої кількості звуків, які будуються за допомогою обертонів низьких та високих порядків. На той момент він захоплювався творчістю перського поета Джалаледдіна Румі, тому обрав один з перекладів його творів Коулманом Барксом, щоб покласти його на музику.
The Tavern є циклом з восьми коротких пісень загальною тривалістю близько 25 хвилин: «Prelude», «Who Says Words With My Mouth», «A Community Of The Spirit», «A Children's Game», «The Many Wines», «Special Plates», «Burnt Kabob» та «The New Rule». Текст твору відображає суфійську ідею про те, навчання суфізму для новачків можна порівняти з оп'янінням в таверні. Джонстона приваблювала ця «небезпечна» метафора (небезпечна, тому що в ісламі заборонено вживати алкоголь). Він також згадував, що у спілкуванні із Джоном Кейджем останній порівнював суфійські традиції із солодким сухим вином. Співпрацю зі Шнайдером Бен Джонстон порівнював із творчістю Гаррі Парча, який також виконував мікротональну музику на інструментах власного виробництва, але, попри спільне коріння, вважав результат кардинально відмінним.
Прем'єра The Tavern відбулася 5 березня 2009 року на фестивалі Other Minds в Сан-Франциско у виконанні Пола Берколдса (вокал) та Джона Шнайдера (гітара). Пізніше Джон Шнайдер записав її в студії Studio 34 в Лос-Анджелесі: сесії відбулися 5 квітня 2009 та 23 жовтня 2010 року. 2014 року запис The Tavern увійшов до альбому творів Бена Джонстона Ruminations, виданого на лейблі Microfest Records, разом із композиціями Revised Standards (1987) та Parable (2000), а також фрагментом інтерв'ю із Джонстоном, присвяченим створенню The Tavern, записаним під час прем'єри твору.
У своїй рецензії на The Tavern класичний гітарист Бредфорд Вернер писав: «„Таверна“ наповнена таємницею, гумором і широким набором звукових пейзажів…  Як і очікувалося, гітарна гра в альбомі є блискучою. Шнайдер має зріле почуття ритму, та поєднує різноманітні текстури й жести, які доповнюють вокальну партію (яка також виконується Шнайдером). Мікротональна гітара звучить в цьому творі як вдома, що є свідченням досвіду Джонстона та його комфорту роботи з інструментом. Текст теж чудовий. Часом він може бути дуже інтроспективним, але потім раптово викликає у вас сміх».